# Дудук, Александр Николаевич
Александр Николаевич Дудук (27 января 1929 год, деревня Нарешевичи — июнь 2009 год) — директор совхоза-комбината «Мир» Барановичского района, Брестская область Белорусской ССР. Герой Социалистического Труда (1986). Заслуженный работник сельского хозяйства Белорусской ССР.

## Биография
Родился в 1929 году в крестьянской семье в деревне Нарешевичи. Во время Великой Отечественной войны участвовал в партизанском движении. В 1944—1945 годах был секретарём Краснослободского сельского совета. В 1967 году назначен директором совхоза «Красное Знамя» Барановичского района и в мае 1973 года — директором совхоза-комбината «Мир» Барановичского района.
Во время его руководства комбинатом поголовье крупного рогатого скота возросло с 10 до 15 тысяч и среднесуточный привес достиг 1200 грамм в сутки. Была построена коневодческая племенная ферма на 500 лошадей. Указом Президиума Верховного Совета СССР от 7 июля 1986 года удостоен звания Героя Социалистического Труда с вручением ордена Ленина и золотой медали «Серп и Молот».
Избирался делегатом XXVI съезда КПСС.
Скончался в 2009 году.
Сочинения
- Барановичский комбинат говядины: [Совхоз-комб. «Мир» Баранович. р-на] / А. Н. Дудук, И. Г. Малков, Л. А. Яковлев, 1978
- Совхоз-комбинат «Мир»: самая дешевая говядина / А. Н. Дудук, И. Г. Малков, Л. А. Яковлев; [Худож.: М. Ф. Борздыко, П. Ф. Борздыко ; Лит. запись А. Т. Тилькова], 1983